# Налимово (Леб'яжівський округ)
Нали́мово (рос. Налимово) — село у складі Леб'яжівського округу Курганської області, Росія.
Населення — 336 осіб (2010, 500 у 2002).